# Ерусалимы
Ерусалимы — деревня в Слободском районе Кировской области в составе Денисовского сельского поселения.

## География
Находится на расстоянии примерно 1 км на север-северо-запад от районного центра города Слободской.

## История
Известна с 1873 года как деревня Кирилловская или Иерусалим, где было учтено дворов 3 и жителей 12, в 1905 (уже починок Кирилловский или Ерусалимы) 3 и 27, в 1926 (деревня Ерусалим или Кирилловская) 3 и 13, в 1950 4 и 9, в 1989 оставалось 9 жителей. Нынешнее название утвердилось с 1939 года. 

## Население
Постоянное население  составляло 3 человека (русские 100%) в 2002 году, 8 в 2010.